# Златко Сарачевић
Златан „Златко” Сарачевић (Бања Лука, 5. јул 1961 — Копривница, 21. фебруар 2021) био је југословенски и хрватски рукометаш и рукометни тренер.  Рођен је у спортској породици Хамдије Сарачевића,  дугогодишњег одбојкаша, фудбалера и на крају рукометаша у Борцу из Бањалуке и репрезентативац Југославије. Његов стриц Златан, по којем је и добио име, био је првак државе 1980. у бацању кугле, учесник Олимпијских игара у Барселони 1992. као представник Босне и Херцеговине.

## Спортска биографија
Клупска каријера
Златко Сарачевић је као мали прво почео да игра одбојку, међутим  убрзо се пребацио на рукомет.  Играчку каријеру започео је у Борцу из Бања Луке, једном од најбољих клубова у Југославији. Прву утакмицу за сениорску екипу Борца одиграо је 1978. када је имао 17 година. Већ следеће године (1979) освојио је куп Југославије, а две године касније и првенство.
У свом матичном клубу играо је до 1987, када одлази у Медвешчак из Загреба, где је остао до 1990, са којим је два пута освојио куп Југославије (1989. и 1990). Одлази у Француску где остаје до 1997.
Прве две године играо је за Жиронден д Бордо (фр. Girondins de Bordeaux) из Бордоа, а затим до 1996. за USAM из Нима, са којим је пет пута заредом освојио француско првенство (1992—1996) и француски куп 1994. Последње две године у Француској игра за Кретеј из истоименог града Кретеја, а затим се враћа у Хрватску, где постаје чланом клуба Бадел 1912. из Загреба, са којим 1998. 1999. и 2000. осваја куп и првенство Хрватске.
Следеће две године игра у Мађарској за Веспрем KSE из Веспрема. Ту осваја титулу клупског првака Европе 2002. и исте године и куп Мађарске.
По повратку у Хрватску игра за екипу Замета из Ријеке где 2003. у 42. години живота завршава рукометну играчку каријеру.
Репрезентативна каријера
Репрезентативну каријеру Сарачевић је почео у јуниорској репрезентацији Југославије са којом је освојио златну медаљу на Светском јуниорском првенству 1981. у Португалији.
Сарачевић је био члан југословенске репрезентације која је на Светском првенству 1986. освојила злато а на Олимпијским играма 1988. у Сеулу  бронзу. Наступио је на светском првенству 1990. на којем је Југославија освојила четврто место, изгубивши сусрет за бронзу од Румуније.
Са хрватском репрезентацијом је био олимпијски победник у Атланти 1996, светски вицешампион на Исланду 1995, освајач бронзане медаље на Европском првенству у Португалу 1994. и злата на Медитеранским играма у Лангдок-Русијону 1993.

## Карактеристике
Током целе играчке каријере Сарачевић је био познат по томе што се  у игри служио левом и десном руком, што је реткост да неки играч игра подједнако добро са обе руке. Током каријере мало је играо у одбрани, јер су леваци кориснији у нападу.

## Награде и признања
Титулу најбољег спортисте Босне и Херцеговине добио је 1986.
Као члан хрватске репрезентације 1996. добитник је Државне награде за спорт „Фрањо Бучар".
Најбољим рукометашем Хрватске проглашен је 1999. и 2000. године.

## Тренерска каријера
По завршетку каријере радио је као тренер. Највише је водио Челик из Зенице. На Светском првенству у рукомету 2018. у Хрватској био је први помоћник тренера хрватске репрезентације Лине Червара.

## Приватан живот
Златко се 2014. у Загребу оженио са Корнелијом Хрготом. Упознали су се у Задру где је Златко отворио ноћни клуб. Корнелија се пријавила за радно место у клубу, након тога су се заљубили. Кум на венчању, био је Божидар Јовић, Златков саиграч из репрезентације с којом су освојили олимпијско злато.